# بيل ناغي
بيل ناغي (بالإنجليزية: Bill Nagy)‏ هو لاعب كرة قدم أمريكية أمريكي، ولد في 26 أكتوبر 1987 في سولت ليك في الولايات المتحدة.

## وصلات خارجية
- بيل ناغي على موقع مرجع كرة القدم المحترفة.كوم (الإنجليزية)